# Riccia tenella
Riccia tenella là một loài rêu trong họ Ricciaceae. Loài này được D.L. Jacobs mô tả khoa học đầu tiên.